# Matrifagia
La matrifagia es el consumo de la madre por parte su descendencia. El comportamiento generalmente tiene lugar dentro de las primeras semanas de vida y ha sido documentado en alguna especie de insectos, nematodos, pseudoscorpiones, y otros arácnidos así como en anfibios ápodos.

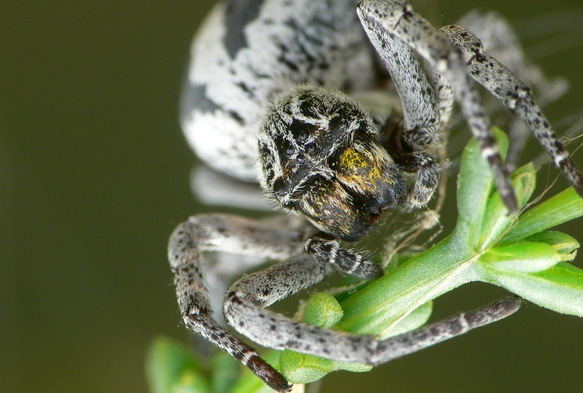
Araña del desierto, Stegodyphus lineatus, una de las especies mejor descritas que participa en la matrifagia

Los detalles de cómo ocurre la matrifagia varían entre las diferentes especies que la practican, pero el proceso se describe mejor en la araña del desierto, Stegodyphus lineatus, donde la madre alberga recursos nutricionales para sus crías a través del consumo de alimentos. La madre puede regurgitar pequeñas porciones de comida para sus crías en desarrollo, pero entre 1 y 2 semanas después de la eclosión, la descendencia capitaliza esta fuente de alimento comiéndosela viva. Por lo general, la descendencia solo se alimenta de su madre biológica a diferencia de otras hembras dentro de la población. En otras especies de arácnidos, la matrifagia ocurre después de la ingestión de huevos nutricionales conocidos como huevos tróficos (p. Ej. Tejedora de encaje negro Amaurobius ferox, Araña cangrejo Australomisidia ergandros ) e implica diferentes técnicas para matar a la madre, como la transferencia de veneno a través de mordeduras para causar una muerte rápida (p. Ej. Amaurobius ferox) o succión continua de la hemolinfa, lo que resulta en una muerte más gradual (p. Ej. Australomisidia ergandros). El comportamiento está menos descrito, pero sigue un patrón similar en especies como los pseudoescorpiones, los ápodos y en una especia de dermápteros.
Las arañas que participan en la matrifagia producen crías de mayor peso, tiempo de muda más corto y más temprano, mayor masa corporal en la dispersión y tasas de supervivencia más altas que las puestas privadas de matrifagia. En algunas especies, las crías matrífagas también tuvieron más éxito en la captura de presas grandes y tuvieron una mayor tasa de supervivencia en la dispersión. Estos beneficios para la descendencia superan el costo de la supervivencia de las madres y ayudan a garantizar que su material genético pase a la siguiente generación, perpetuando así el comportamiento.
En general, la matrifagia es una forma extrema de cuidado parental, pero está muy relacionada con el cuidado extendido en la araña de embudo, la inversión parental en las cecilias y la gerontofagia en las arañas sociales. La singularidad de este fenómeno ha llevado a varias analogías ampliadas en la cultura humana y ha contribuido al miedo generalizado a las arañas en la sociedad.

## Etimología
La Matrifagia se puede dividir en dos componentes:
- Matri (madre)
- Fagia (para alimentarse)

## Descripción del comportamiento
La matrifagia generalmente consiste en que la descendencia consuma a su madre; sin embargo, diferentes especies exhiben diferentes variaciones de este comportamiento.

### Arañas

#### Tejedora de encaje negro: Amaurobius ferox

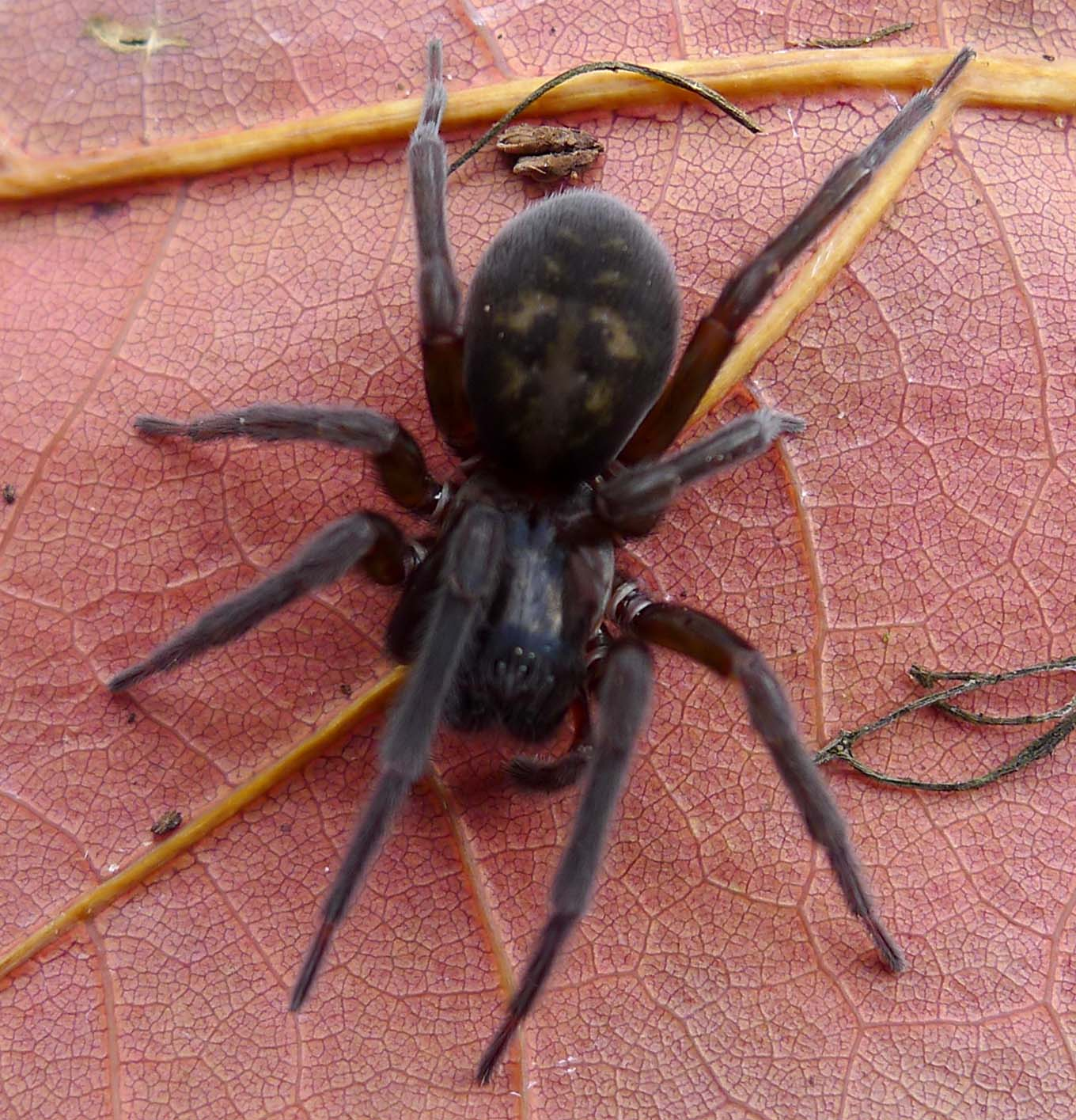
Esta hembra adulta tejedora de encaje negro (Amaurobius ferox) eventualmente será consumida por su descendencia.

En muchas tejedoras de encaje negro, Amaurobius ferox, la descendencia no consume inmediatamente a su madre. Un día después de que las crías emergen de sus huevos, su madre pone un conjunto de huevos tróficos, que contienen nutrientes para que las consuman.  La matrifagia comienza días después cuando la madre comienza a comunicarse con su descendencia a través de vibraciones en la red, tamborileo y saltos. A través de estos comportamientos, la descendencia es capaz de detectar cuándo y dónde puede consumir a su madre. Migran hacia ella y un par de arañitas saltan sobre su espalda para consumirla.  En respuesta, la madre salta y tamborilea con más frecuencia para mantener a su descendencia alejada de ella, sin embargo, continúan sin descanso intentando subirse a su espalda.  Cuando la madre se siente lista, presiona su cuerpo sobre su descendencia y les permite consumirla succionando sus entrañas.  A medida que la consumen, también liberan veneno en su cuerpo, causando una muerte rápida.  El cuerpo de la madre se conserva durante algunas semanas como reserva nutricional. 
Curiosamente, la matrifagia en esta especie depende de la etapa de desarrollo en la que se encuentran actualmente las crías. Si la descendencia, de más de cuatro días, se le da a una madre sin parentesco, se niegan a consumirla.  Sin embargo, si la descendencia más joven se da a una madre no relacionada, la consumen prontamente.  Además, si una madre pierde a su descendencia, puede producir otra puesta de huevos. 

#### Araña cangrejo:Australomisidia ergandros

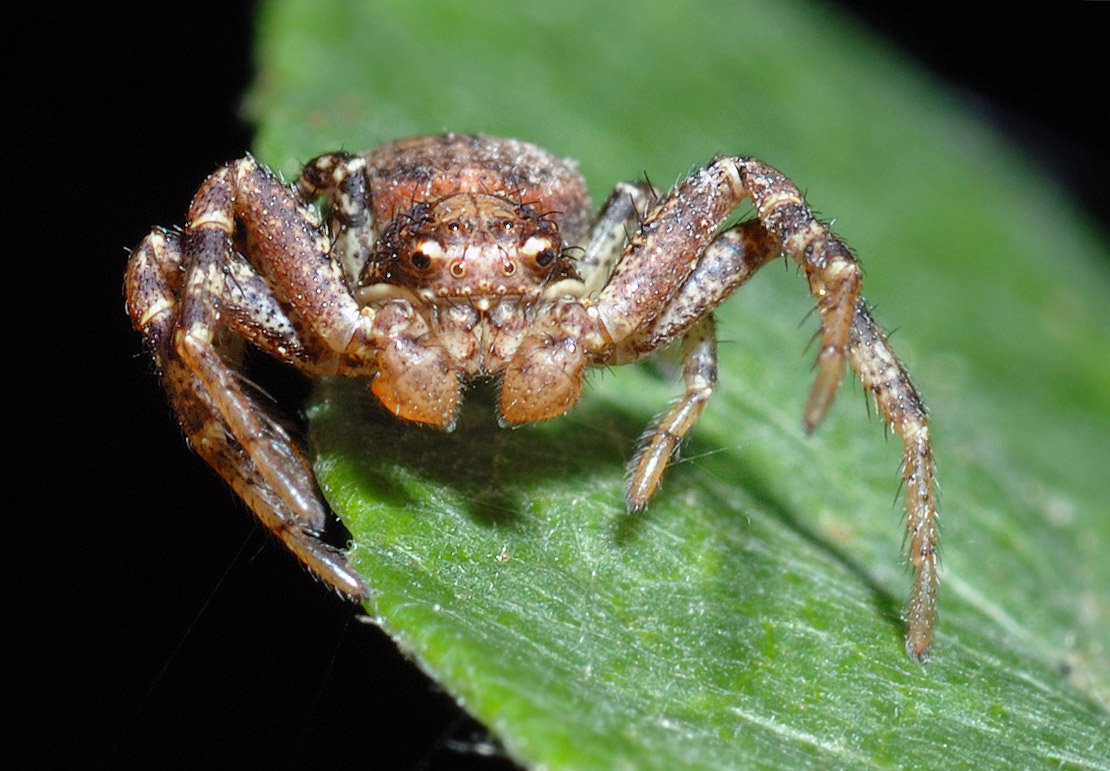
Araña cangrejo, Australomisidia ergandros

Las madres de una especie australiana en particular de la araña cangrejo, Australomisidia ergandros (anteriormente en el género Diaea ), solo pueden poner una puesta de huevos, a diferencia de la tejedora de encaje negro. Invierten una cantidad significativa de tiempo y energía en almacenar nutrientes y alimentos en grandes ovocitos, conocidos como huevos tróficos, similares a la tejedora de encaje negro.  Sin embargo, estos huevos tróficos son demasiado grandes para salir físicamente de su cuerpo.  Algunos de los nutrientes de los huevos tróficos se licuan en hemolinfa, que puede ser consumida a través de las articulaciones de las piernas de la madre por su descendencia.  Ella se encoge gradualmente hasta que se queda inmóvil y muere.
En esta especie, se ha demostrado que este comportamiento puede contribuir a reducir el canibalismo por parte de los hermanos.

#### Araña del desierto:Stegodyphus lineatus
Inmediatamente después de la eclosión, las crías de la araña del desierto Stegodyphus lineatus dependen únicamente de su madre para que les proporcione alimentos y nutrientes. Su madre hace esto regurgitando sus fluidos corporales, que contienen una mezcla de nutrientes para que se alimenten.
Este comportamiento comienza durante el apareamiento. El apareamiento provoca un aumento en la producción de enzimas digestivas de la madre para digerir mejor a su presa. En consecuencia, puede retener más nutrientes para que su descendencia los consuma más tarde. Los tejidos del intestino medio de la madre comienzan a degradarse lentamente durante el período de incubación de sus óvulos. Después de que su cría nace, regurgita comida para que se alimenten con la ayuda de sus tejidos intestinales medios ya licuados. Mientras tanto, los tejidos de su intestino medio continúan degradándose a un estado líquido para maximizar la cantidad de nutrientes del cuerpo de la madre que su descendencia podrá obtener. A medida que la degradación continúa, se forman vacuolas nutricionales dentro de su abdomen para acumular todos los nutrientes. El consumo comienza cuando su descendencia perfora su abdomen para succionar las vacuolas nutricionales. Después de aproximadamente 2 a 3 horas, los fluidos corporales de la madre se consumen por completo y solo queda su exoesqueleto.
Esta especie solo puede tener una puesta de huevos, lo que podría explicar por qué se dedica tanto tiempo y energía al cuidado de la descendencia. Además, la matrifagia también puede ocurrir entre la descendencia y las madres que han puesto recientemente huevos que no están relacionados.

### Tijerillas

#### Anechura harmandi
Anechura harmandi es la única especie de dermápteros que actualmente se ha documentado que exhibe matrifagia. Se ha descubierto que las madres de esta especie particular de tijeretas se reproducen durante las temperaturas más frías. Esto es principalmente con el propósito de evitar la depredación y maximizar la supervivencia de sus crías, ya que las hembras no pueden producir una segunda puesta.  Debido a la temperatura fría, hay una escasez de nutrientes disponibles cuando las crías eclosionan, razón por la cual las crías terminan consumiendo a su madre. 

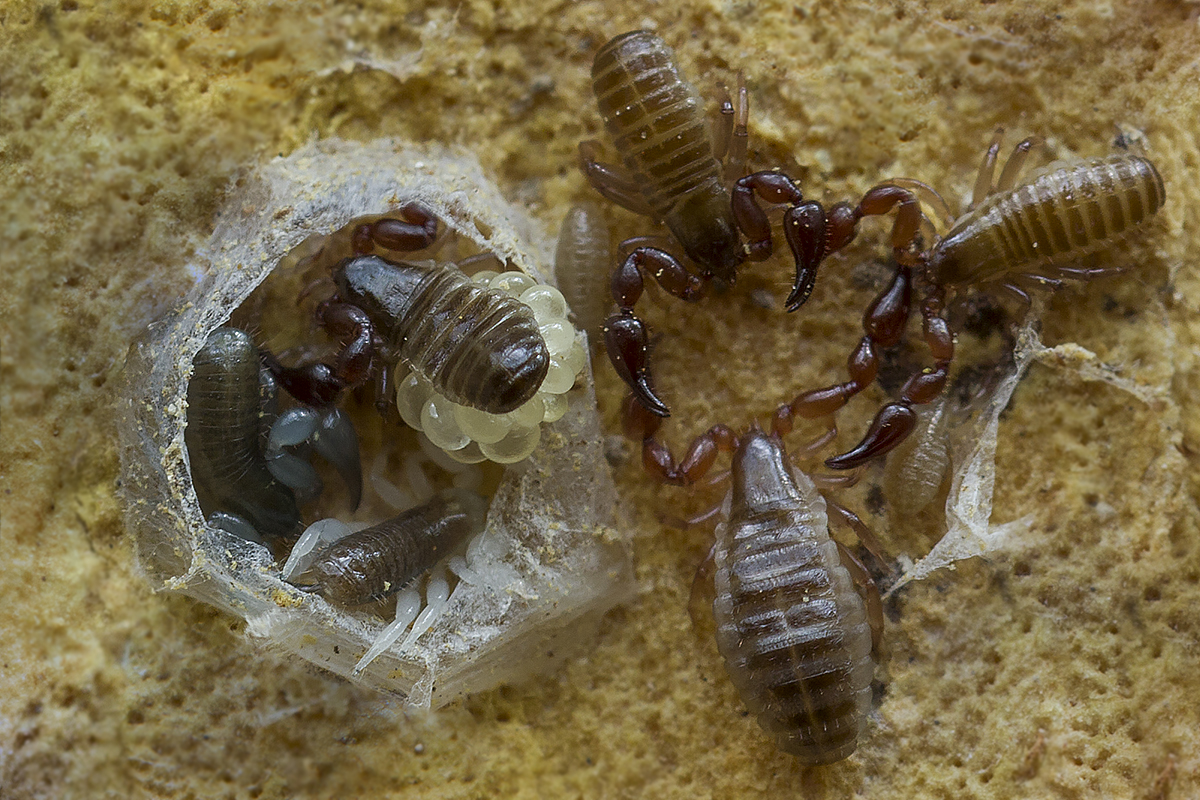
Un grupo de pseudoescorpiones adultos (Paratemnoides nidificator), cuyas hembras eventualmente estarán sujetas a matrifagia.

### Pseudoescorpiones

#### Nidificador de paratemnoides
La matrifagia en esta especie de pseudoescorpiones se observa generalmente en tiempos de escasez de alimentos. Después de que sus crías nacen, las madres salen de sus nidos y esperan a ser consumidas.  Las crías siguen a sus madres fuera del nido donde se agarran de sus piernas y proceden a alimentarse a través de las articulaciones de sus piernas, similar a la matrifagia de Australomisidia ergandros . 
Las hembras de esta especie pueden producir más de una puesta de crías si su primera no tuvo éxito.
Se ha predicho que la matrifagia en esta especie también previene el canibalismo entre hermanos.

### Vertebrados

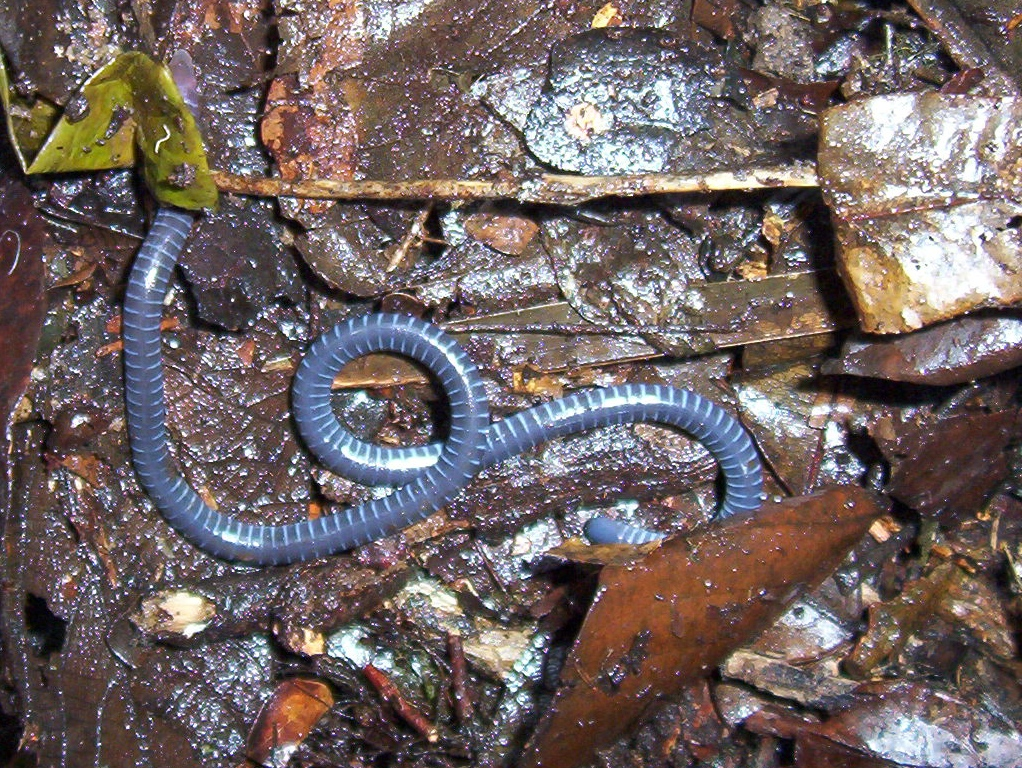
Boulengerula taitanus, una especie de cecilia conocida por exhibir matrifagia.

#### Ápodos
Los anfibios ápodos son los únicos animales vertebrados con comportamientos matrífagos bien documentados. En las cecilias vivíparas, las crías consumen el revestimiento del oviducto de la madre raspándolo con los dientes. En al menos dos especies, Boulengerula taitana y Siphonops annulatus, las crías se alimentan de la piel de la madre arrancándola con los dientes. La piel consumida luego se regenera en unos pocos días. Debido a que ninguno de los dos está estrechamente relacionado, este comportamiento es más común de lo que se observa actualmente o evolucionó de forma independiente.

## Evolución
El valor adaptativo de la matrifagia se basa en los beneficios proporcionados a la descendencia y los costos asumidos por la madre. Analizar funcionalmente la matrifagia de esta manera arroja luz sobre por qué esta forma inusual y extrema de atención ha evolucionado y ha sido seleccionada.

### Beneficios para la descendencia
- El consumo de la madre es una fuente de nutrición importante para el crecimiento y el desarrollo.[12]
- La masa corporal y la longitud del opistosoma de las arañas aumenta después de la matrifagia en comparación con antes (el opistosoma es la parte posterior del cuerpo en las arañas, análogo al abdomen ). Además, la masa corporal tiende a ser más grande para las arañas que participan en la matrifagia en comparación con las que no lo hacen.[8]
- La matrifagia avanza el tiempo de muda . La muda es el crecimiento de un exoesqueleto más grande y el desprendimiento del anterior. El avance del tiempo de muda significa que las arañas pueden crecer a un ritmo más rápido.
- Las crías de araña matrífagas tienden a experimentar tasas de supervivencia y aptitud significativamente mayores en comparación con las crías no matrífagas en la dispersión.[7][14]
- Las arañitas matrífagas cazan presas más grandes y muestran un consumo de presas mucho más completo que las arañas no matrífagas.
- La matrifagia mejora la sociabilidad de las arañas, principalmente al reducir el canibalismo entre hermanos.[9]

### Costos para la madre
A diferencia de otras formas más suaves de cuidado parental, la matrifagia termina con la vida de la madre, el más grave de todos los costos. Entonces, ¿por qué ha evolucionado? Para responder a esto, es importante considerar los costos para la madre en términos de producción reproductiva, desarrollo del saco de huevos y número de crías criadas (es decir, ¿la descendencia tiene más éxito si la madre evade la matrifagia y se reproduce nuevamente o si se involucra en matrifagia y produce un solo una puesta? ).
- En la tejedora de encaje negro, Amaurobius ferox, alrededor del 80% de las hembras separadas antes de la matrifagia producen segundos sacos de huevos y solo aproximadamente el 40% de estos se desarrollan completamente (en comparación con el >90% de desarrollo de los sacos de huevos en la primera cría).[12]
- Además, el número de crías en la segunda camada tiende a ser significativamente menor que en la primera puesta. Estos individuos también son más pequeños que las arañas de la primera camada.
- Las hembras que ponen sucesivamente dos sacos de huevos tienen una menor producción esperada de crías que las hembras que son víctimas de matrifagia y producen solo una puesta.

### Resumen
En conclusión, los descendientes que se involucran en matrifagia se benefician más que aquellos que no se involucran en este comportamiento. Además, la progenie de las hembras que escapan de la matrifagia para poner una segunda cría es significativamente menos exitosa que las que se comieron a su madre. Por lo tanto, la mejora de la aptitud de la madre explica la evolución de esta forma inusual y extrema de crianza.
La matrifagia es una de las formas más extremas de cuidado parental observadas en el reino animal. Sin embargo, en algunas especies, como la araña Coelotes terrestris, la matrifagia solo se observa bajo ciertas condiciones y la protección materna extendida es el método principal por el cual las crías reciben atención. En otros organismos tales como la araña de terciopelo social africana, stegodyphus mimosarum y en ciertos anfibios, el comportamiento de los padres está estrechamente relacionado en forma y función a la matrifagia.

### Cuidado extendido en una araña de  embudo:Coelotesterrestris
La araña 'social materna', Coelotes terrestris (araña de embudo) utiliza el cuidado materno extendido como modelo reproductivo para su descendencia. Al poner el saco de huevos, una madre de C. terrestris hace guardia e incuba el saco durante 3 a 4 semanas. Permanece con sus crías desde el momento de su aparición hasta la dispersión aproximadamente de 5 a 6 semanas después. Durante el desarrollo de las crías, las madres proporcionarán presas a las crías en función de sus niveles de gregarismo.

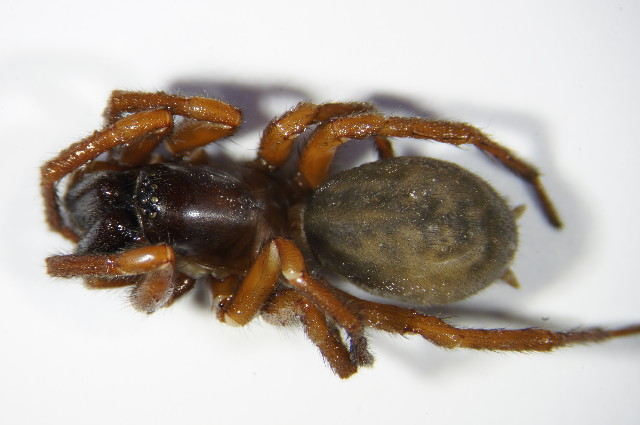
Imagen de una araña de embudo (Coelotes terrestris)

La protección de los sacos de huevos de la depredación y los parásitos produce una alta relación costo-beneficio para las madres. La aptitud de la madre está altamente correlacionada con el estado de desarrollo de la descendencia: una madre en mejores condiciones produce crías más grandes que son mejores para sobrevivir a la depredación. La presencia de la madre también protege a la descendencia contra el parasitismo . Además, la madre puede seguir alimentándose mientras protege a su progenie sin perder peso, lo que le permite recolectar suficiente comida tanto para ella como para su descendencia.
En general, los costos de proteger el saco de huevos son bajos. Tras la separación de los sacos de huevos, el 90% de las hembras tienen el sustento energético para poner nuevos sacos, aunque induce una pérdida de tiempo de varias semanas que podría afectar potencialmente el éxito reproductivo.
En condiciones experimentales, los costos surgían si no se brindaba atención materna, y los sacos de huevos se secaban y desarrollaban mohos, lo que ilustra que la atención materna es esencial para la supervivencia. Las crías experimentales privadas de alimento criadas por la madre indujeron matrifagia, donde el 77% de la descendencia consumió a su madre al nacer. Esto sugiere que la matrifagia puede existir en condiciones de nutrientes limitados, pero los costos generalmente superan los beneficios cuando las madres tienen suficiente acceso a los recursos.

### Inversión de los padres mediante la alimentación cutánea en los anfibios ápodos
Los anfibios ápodos tienen apariencia de gusanos y las madres tienen capas de piel epitelial gruesas. La piel de una madre se utiliza para una forma de transferencia de nutrientes entre padres e hijos.

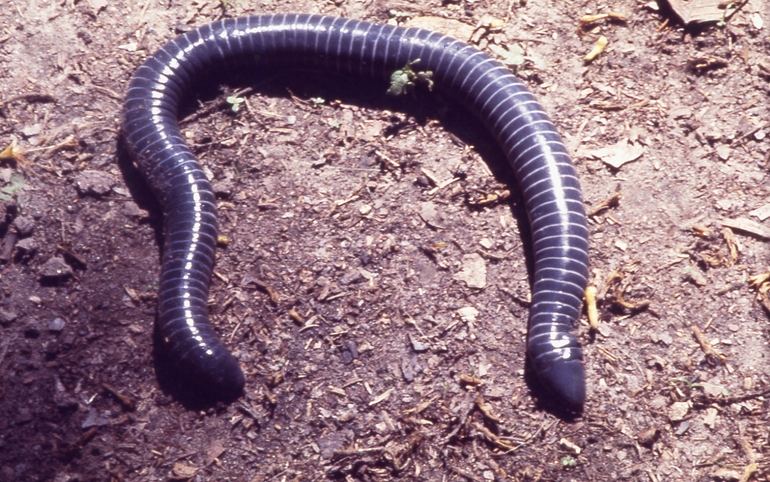
La cecilia anillada es un ejemplo de cecilia ovípara que exhibe una inversión parental, alimentando la piel del revestimiento del oviducto.

La cecilia africana Boulengerula taitana es una especie ovípara (que pone huevos) cuya piel de hembras incubadoras se transforma para suministrar nutrientes a la descendencia en crecimiento. Las crías nacen con una dentición específica que pueden usar para pelar y comer la epidermis externa  de la piel de su madre. Las crías se mueven alrededor del cuerpo de su madre, usando sus mandíbulas inferiores para levantar y pelar la piel de la madre mientras presionan vigorosamente sus cabezas contra su abdomen . Para tener en cuenta esto, la epidermis de las hembras incubadoras puede tener hasta el doble del grosor de las hembras no incubadoras.
Las cecilias vivíparas (que se desarrollan en la madre), por otro lado, tienen una dentición fetal especializada que se puede utilizar para raspar secreciones ricas en lípidos y materiales celulares del revestimiento del oviducto materno. La cecilia anillada Siphonops annulatus, una especie ovípara, exhibe características similares a las cecilias vivíparas. Las madres tienen tonos de piel más pálidos que las hembras que no asisten, lo que sugiere que la descendencia se alimenta de las secreciones glandulares de la piel de la madre, un proceso que se asemeja a la lactancia de los mamíferos. Este método de raspado es diferente de las acciones de pelado que realizan las cecilias ovíparas.
Tanto para las cecilias ovíparas como para las vivíparas, el retraso en la inversión es un beneficio común. Proporcionar nutrición a través de la piel permite la redirección de nutrientes, produciendo crías más grandes y en menor cantidad que las cecilias que solo proporcionan a sus crías los nutrientes de la yema . En lugar de que la madre se sacrifique y se utilice únicamente para la nutrición de la descendencia, las madres cecilianas complementan el crecimiento de su descendencia; proporcionan suficientes nutrientes para que la descendencia sobreviva, pero no a costa de su propia vida.

### Gerontofagia en arañas sociales, géneroStegodyphus

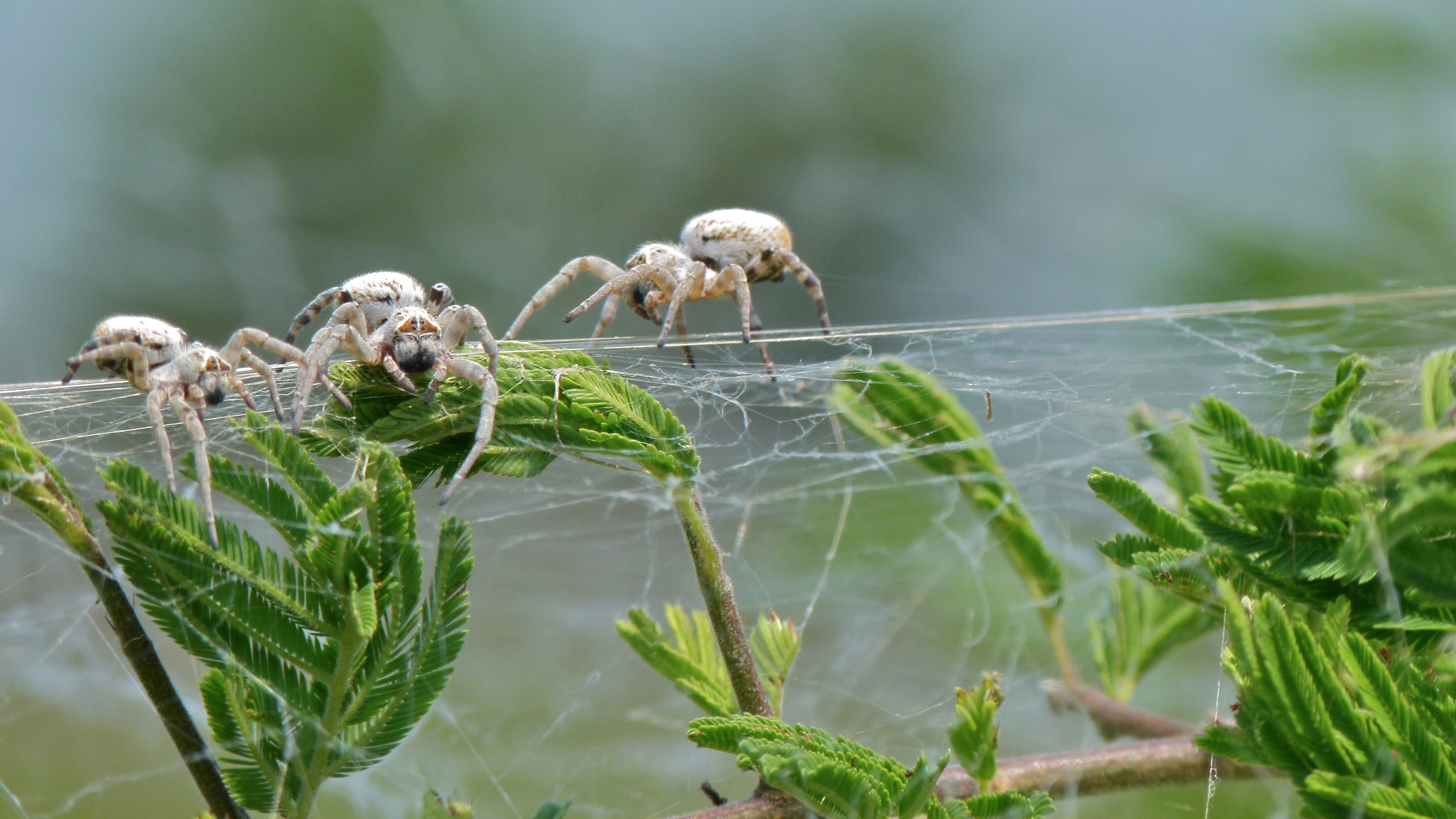
Un ejemplo de arañas sociales (Stegodyphus dumicola) que se ha encontrado que participan en la gerontofagia como una forma de cuidado parental.

Madres del género Stegodyphus licuan sus órganos internos y tejidos en depósitos de comida. La araña de terciopelo social africana Stegodyphus mimosarum y la araña social africana Stegodyphus dumicola son dos especies de arañas sociales que se comen a sus madres y a otras hembras adultas, lo cual es único ya que las arañas sociales no tienden a exhibir rasgos caníbales. En estas arañas, las hembras fallecidas a menudo se encuentran arrugadas con el abdomen encogido. Las crías chupan los nutrientes principalmente de la parte dorsal del abdomen de la hembra adulta, y es posible que aún esté viva durante este proceso.
Este comportamiento no es exactamente el mismo que el de la matrifagia porque las crías de Stegodyphus son perfectamente tolerantes con otras crías, congéneres sanos y miembros de otras especies, lo que sugiere que se suprime el canibalismo ordinario. En cambio, el cuidado parental exhibido se conoce como "gerontofagia", o el "consumo de ancianos" (geron = anciano, phagy = alimentarse). La gerontofagia es el último acto de cuidado de la descendencia, y algunas crías son más grandes que otras. Esto implica que algunas arañas jóvenes ya son capaces de alimentarse de sus presas por sí mismas y la gerontofagia como fuente de nutrición es complementaria en lugar de necesaria. Por lo tanto, existe el "dilema de parentesco del caníbal", que revela una forma de selección de parentesco en las arañas sociales. En este escenario, la selección de parientes debería contrarrestar el canibalismo de los individuos relacionados en las arañas sociales, pero cualquier víctima designada debería preferir ser devorada por parientes cercanos disponibles.

## Relevancia cultural
Aunque la matrifagia no es un término de amplia circulación en la sociedad, hay casos específicos en los que se ha utilizado para representar o simbolizar ideas específicas. Por ejemplo, el Dr. Luke Winslow de la Universidad Estatal de San Diego apodó el concepto de "matrifagia retórica" en 2017 en relación con las críticas al aumento de la oferta de educación superior en línea. En esta analogía, la educación superior asume el papel de la madre, el neoliberalismo asume el papel de las crías y el discurso de la educación en línea asume el papel de los recursos simbólicos de la madre, que se utilizan para atraer a las crías y eventualmente llevarlas a participar en la matrifagia por estos recursos.  La teoría detrás de la existencia de la matrifagia es similar a la de la educación superior. La matrifagia es un mecanismo de supervivencia menos que ideal en respuesta a un entorno con malas condiciones y pocos recursos naturales, pero persiste debido a la supervivencia garantizada de los genes de la madre a través de sus crías.  De manera similar, la educación en línea no se considera a sí misma al mismo nivel que las formas tradicionales de educación superior, pero brinda la misma oportunidad para que todos obtengan dicha educación de una manera rentable que satisfaga a la mayoría de las partes interesadas en el proceso. 
Aquellos que han estado expuestos a la matrifagia pueden asustarse por un comportamiento natural tan aparentemente extraño y bizarro, especialmente porque se observa principalmente en organismos ya temidos. Por lo tanto, la matrifagia a menudo se plantea como la perpetuación de un miedo a los arácnidos desde hace mucho tiempo en la sociedad humana.
Por el contrario, otros pueden considerar la matrifagia como un ejemplo destacado de pureza, ya que representa una forma instintiva de altruismo . El altruismo en este caso se refiere a una "acción intencional en última instancia para el bienestar de los demás que implica al menos la posibilidad de ningún beneficio o una pérdida para el actor", y es un concepto muy popularizado y deseable en muchas culturas humanas. La matrifagia puede verse como altruismo, en la medida en que las madres participantes "sacrifican" su supervivencia por el bienestar de su descendencia.  Aunque la participación en la matrifagia no es realmente una acción intencional, las madres son impulsadas por presiones de selección natural basadas en la aptitud de la descendencia para participar en tal comportamiento.  Esto, a su vez, crea un ciclo que perpetúa el comportamiento matrífago altruista a través de generaciones. Tal ejemplo de altruismo en un nivel puramente biológico difiere severamente de los estándares humanos de altruismo, que están manchados por virtudes morales como la racionalidad, la confianza y la reciprocidad . 

## Lista de especies que participan en la matrifagia
- Agelena labyrinthica
- Amaurobius ferox [21]
- Cheiracanthium japonicum [22]
- Seothyra
- Stegodyphus lineatus [23]
- Stegodyphus sarasinorum

### Dermápteros
- Anechura harmandi

### Strepsiptera
Pseudoescorpiones
- Paratemnoides nidificator

### Vertebrados
- Ceciliano